# Легка атлетика на Панамериканських іграх 2023
Змагання з легкої атлетики на Панамериканських іграх 2023 були проведені 22 жовтня (марафонський забіг) та 29 жовтня — 4 листопада (інші дисципліни) в Сантьяго.
Змагання проходили на Національному стадіоні імені Хуліо Мартінеса Праданоса, крім дисциплін спортивної ходьби та марафонського бігу, чемпіони в яких визначалися на шосейній трасах, прокладених вулицями міста зі стартом та фінішем у парку О'Гіґґінса.
У програмі Ігор дебютувала змішана естафетна спортивна ходьба на марафонській дистанції (42,195 км). У кожній естафетній команді бралиучасть по одному чоловіку та жінці, які почергово (чоловік → жінка → чоловік → жінка) долали визначені на дистанції етапи.

## Призери

### Чоловіки
| Дисципліни                | Золото                                                              | Золото   | Срібло                                                            | Срібло   | Бронза                                                                          | Бронза   |
| ------------------------- | ------------------------------------------------------------------- | -------- | ----------------------------------------------------------------- | -------- | ------------------------------------------------------------------------------- | -------- |
| 100 метрів                | Хосе Арнальдо Гонсалес Домініканська Республіка                     | 10,30    | Феліпе Барді Бразилія                                             | 10,31    | Емануель Арчибальд Гаяна                                                        | 10,31    |
| 200 метрів                | Ренан Корреа Бразилія                                               | 20,37    | Хосе Арнальдо Гонсалес Домініканська Республіка                   | 20,56    | Надейл Бантін Сент-Кіттс і Невіс                                                | 20,79    |
| 400 метрів                | Лукас Вілар Бразилія                                                | 45,77    | Луїс Авілес Мексика                                               | 45,97    | Мартін Куюмджан Чилі                                                            | 46,58    |
| 800 метрів                | Хосе Антоніо Майта Венесуела                                        | 1.45,68  | Хесус Тонатіу Лопес Мексика                                       | 1.46,04  | Наваскі Андерсон Ямайка                                                         | 1.46,40  |
| 1500 метрів               | Шарль Філібер-Тібуто Канада                                         | 3.39,74  | Роберт Геппенстолл Канада                                         | 3.39,76  | Кейсі Комбер США                                                                | 3.39,90  |
| 5000 метрів               | Кейсі Кневельбард США                                               | 14.47,69 | Шарль Філібер-Тібуто Канада                                       | 14.48,02 | Алтобелі да Сілва Бразилія                                                      | 14.48,18 |
| 10000 метрів              | Ісаї Родрігес США                                                   | 28.17,84 | Семюел Челанга США                                                | 29.01,21 | Альберто Гонсалес Незалежні атлети                                              | 29.12,24 |
| 110 метрів з бар'єрами    | Едуарду ді Деус Бразилія                                            | 13,67    | Девіон Вілсон США                                                 | 13,78    | Рафаель Перейра Бразилія                                                        | 14,04    |
| 400 метрів з бар'єрами    | Джахіл Гайд Ямайка                                                  | 49,19    | Матеус Ліма Бразилія                                              | 49,69    | Йоао Ільяс Куба                                                                 | 49,74    |
| 3000 метрів з перешкодами | Жан-Сімон Деганьє Канада                                            | 8.30,14  | Денієл Міхальські США                                             | 8.36,47  | Карлос Сан Мартін Колумбія                                                      | 8.41,59  |
| 4×100 метрів              | БразиліяРодрігу ду Насіменту Феліпе Барді Ерік Кардозу Ренан Корреа | 38,68    | КубаРейнальдо Еспіноса Едель Аморес Яньєль Карреро Шайнер Ренхіфо | 39,26    | АргентинаТомас Мондіно Баутіста Діаманте Хуан Ігнасіо К'ямпітті Франко Флоріо   | 39,48    |
| 4×400 метрів              | БразиліяЛукас Карвалью Матеус Ліма Дуглас Ернандес Лукас Вілар      | 3.03,92  | МексикаГільєрмо Кампос Луїс Авілес Едгар Рамірес Валенте Мендоса  | 3.04,22  | Домініканська РеспублікаЕзекіль Суарес Роберт Кінг Ферді Аграмонте Ераль Нуньєс | 3.05,98  |
| Ходьба 20 кілометрів      | Давід Уртадо Еквадор                                                | 1:19.20  | Каю Бонфін Бразилія                                               | 1:19.24  | Андрес Олівас Мексика                                                           | 1:19.56  |
| Марафон                   | Крістіан Пашеко Перу                                                | 2:11.14  | Уго Катрілео Чилі                                                 | 2:12.07  | Луїс Остос Перу                                                                 | 2:12.34  |
| Стрибки у висоту          | Луїс Заяс Куба                                                      | 2,27     | Луїс Кастро Пуерто-Рико                                           | 2,24     | Дональд Томас Багамські Острови                                                 | 2,24     |
| Стрибки з жердиною        | Метт Людвіг США                                                     | 5,55     | Херман К'яравільйо Аргентина                                      | 5,50     | Хорхе Луна Мексика                                                              | 5,40     |
| Стрибки у довжину         | Арновіс Дальмеро Колумбія                                           | 8,08     | Алехандро Парада Куба                                             | 8,01     | Майкель Відаль Куба                                                             | 8,01     |
| Потрійний стрибок         | Ласаро Мартінес Куба                                                | 17,19    | Алмір дус Сантус Бразилія                                         | 16,92    | Крістіан Наполес Куба                                                           | 16,66    |
| Штовхання ядра            | Дарлан Романі Бразилія                                              | 21,36    | Усьєль Муньйос Мексика                                            | 21,15    | Джордан Гейст США                                                               | 20,53    |
| Метання диска             | Лукас Нерві Чилі                                                    | 63,39 SB | Маурісіо Ортега Колумбія                                          | 61,86    | Федрік Дакрес Ямайка                                                            | 61,25    |
| Метання молота            | Ітан Кацберг Канада                                                 | 80,96 GR | Денієл Го США                                                     | 77,82    | Руді Вінклер США                                                                | 76,65    |
| Метання списа             | Кертіс Томпсон США                                                  | 79,65    | Педру Енріке Родрігес Бразилія                                    | 78,45    | Леслейн Бейрд Гаяна                                                             | 78,23    |
| Десятиборство             | Сантьяго Форд Чилі                                                  | 7834     | Хосе Феррейра Бразилія                                            | 7748     | Раян Толбот США                                                                 | 7742     |

### Жінки
| Дисципліни                | Золото                                                                                  | Золото     | Срібло                                                                                   | Срібло   | Бронза | Бронза   |
| ------------------------- | --------------------------------------------------------------------------------------- | ---------- | ---------------------------------------------------------------------------------------- | -------- | --- | -------- |
| 100 метрів                | Юніслейді Гарсія Куба                                                                   | 11,36      | Джасмін Абрамс Гаяна                                                                     | 11,52    | Мішель-Лі Ає Тринідад і Тобаго                                                                                | 11,53    |
| 200 метрів                | Марілейді Пауліно Домініканська Республіка                                              | 22,74      | Юніслейді Гарсія Куба                                                                    | 23,33    | Ана Азеведу Бразилія                                                                                          | 23,52    |
| 400 метрів                | Мартіна Вейль Чилі                                                                      | 51,48      | Ніколь Кайседо Еквадор                                                                   | 51,76    | Евеліс Агілар Колумбія                                                                                        | 51,95    |
| 800 метрів                | Сахілі Діаго Куба                                                                       | 2.02,74    | Дебора Родрігес Уругвай                                                                  | 2.02,88  | Роуз Мері Альманса Куба                                                                                       | 2.03,68  |
| 1500 метрів               | Хоселін Брея Венесуела                                                                  | 4.11,80    | Дейлі Купер Куба                                                                         | 4.11,86  | Емілі Макей США                                                                                               | 4.12,02  |
| 5000 метрів               | Хоселін Брея Венесуела                                                                  | 16.04,12   | Тейлор Вернер США                                                                        | 16.06,48 | Джулі-Енн Стелі Канада                                                                                        | 16.06,75 |
| 10000 метрів              | Лус Мері Рохас Перу                                                                     | 33.12,19   | Лаура Гальван Мексика                                                                    | 33.15,85 | Една Кургат США                                                                                               | 33.16,61 |
| 100 метрів з бар'єрами    | Андрея Варгас Коста-Рика                                                                | 13,06      | Грейсіс Робле Куба                                                                       | 13,09    | Алайша Джонсон США                                                                                            | 13,19    |
| 400 метрів з бар'єрами    | Джіанна Вудрафф Панама                                                                  | 56,44      | Евеллін Сантус Бразилія                                                                  | 57,18    | Данієла Рохас Коста-Рика                                                                                      | 57,41    |
| 3000 метрів з перешкодами | Белен Казетта Аргентина                                                                 | 9.39,47    | Алісья Баттерворт Канада                                                                 | 9.40,86  | Татьяне да Сілва Бразилія                                                                                     | 9.41,29  |
| 4×100 метрів              | КубаЛаура Морейра Еніс Вердесія Яріма Гарсія Юніслейді Гарсія Хоселін Ехасабаль (забіг) | 43,72      | ЧиліАнаїс Ернандес Мартіна Вейль Ісідора Хіменес Марія Ігнасія Монтт                     | 44,19    | Домініканська РеспублікаЛіраньї Алонсо Марілейді Пауліно Марта Мендес Анабель Медіна Даріанні Хіменес (забіг) | 44,32    |
| 4×400 метрів              | КубаСуріан Ечаваррія Роуз Мері Альманса Сахілі Діаго Ліснейді Вейтія                    | 3.33,15    | Домініканська РеспублікаМаріана Перес Анабель Медіна Франшина Мартінес Марілейді Пауліно | 3.34,27  | БразиліяАнні ді Бассі Летісія Нонато Жайні дус Сантус Тіффані Марінью                                         | 3.34,80  |
| Ходьба 20 кілометрів      | Кімберлі Гарсія Перу                                                                    |            | Гленда Морехон Еквадор                                                                   |          | Евелін Інга Перу                                                                                              |          |
| Марафон                   | Сітлалі Крістіан Мексика                                                                | 2:27.12 PB | Флоренсія Бореллі Аргентина                                                              | 2:27.29  | Гледіс Техеда Перу                                                                                            | 2:30.39  |
| Стрибки у висоту          | Рейчел Маккой США                                                                       | 1,87       | Дженніфер Родрігес Колумбія                                                              | 1,84     | Марісабель Сенью Домініканська Республіка                                                                     | 1,81     |
| Стрибки з жердиною        | Бріджет Вільямс США                                                                     | 4,60       | Робейліс Пейнадо Венесуела                                                               | 4,55     | Аслін Кіала Куба                                                                                              | 4,40     |
| Стрибки у довжину         | Наталія Лінарес Колумбія                                                                | 6,66       | Еліане Мартінс Бразилія                                                                  | 6,49     | Тіффані Флінн США                                                                                             | 6,40     |
| Потрійний стрибок         | Леяніс Перес Куба                                                                       | 14,75      | Льядагміс Повея Куба                                                                     | 14,41    | Теа Лафонд Домініка                                                                                           | 14,25    |
| Штовхання ядра            | Сара Міттон Канада                                                                      | 19,19      | Роза Рамірес Домініканська Республіка                                                    | 17,99    | Аделаїд Аквілла США                                                                                           | 17,73    |
| Метання диска             | Ізабела да Сілва Бразилія                                                               | 59,63      | Андресса ді Мораїс Бразилія                                                              | 59,29    | Саманта Голл Ямайка                                                                                           | 59,14    |
| Метання молота            | Деанна Прайс США                                                                        | 72,34      | Роза Родрігес Венесуела                                                                  | 71,59    | Кайла Батлер Канада                                                                                           | 65,10    |
| Метання списа             | Длор Деніс Руїс Колумбія                                                                | 63,10      | Рема Отабор Багамські Острови                                                            | 60,54    | Мадлен Гарріс США                                                                                             | 60,06    |
| Семиборство               | Ерін Марш США                                                                           | 5882       | Алісбет Фелікс Пуерто-Рико                                                               | 5665     | Джордан Грей США                                                                                              | 5494     |

### Змішані дисципліни
| Дисципліна                   | Золото                                                                               | Золото  | Срібло                                                                                       | Срібло  | Бронза                                                       | Бронза  |
| ---------------------------- | ------------------------------------------------------------------------------------ | ------- | -------------------------------------------------------------------------------------------- | ------- | ------------------------------------------------------------ | ------- |
| 4×400 метрів                 | Домініканська РеспублікаЕзекіель Суарес Анабель Медіна Роберт Кінг Марілейді Пауліно | 3.16,05 | БразиліяДуглас Ернандес Мендес Летісія Марія Нонату Лукас Консейсан Тіффані Беатріс Домінгус | 3.18,55 | СШАДемаріус Сміт Онор Фінлі Річард Кайкендолл Джейда Гріффін | 3.19,41 |
| Марафонська естафетна ходьба | ЕквадорГленда Морехон Браян Пінтадо                                                  | 2:56.49 | ПеруКімберлі Гарсія Сезар Родрігес                                                           | 3:01.14 | БразиліяВівіані Ліра Каю Бонфін                              | 3:02.14 |

## Медальний залік
| Місце               | Країна                   | Золото | Срібло | Бронза | Загалом |
| ------------------- | ------------------------ | ------ | ------ | ------ | ------- |
| 1                   | США                      | 8      | 5      | 12     | 25      |
| 2                   | Бразилія                 | 7      | 10     | 6      | 23      |
| 3                   | Куба                     | 7      | 6      | 5      | 18      |
| 4                   | Канада                   | 4      | 3      | 2      | 9       |
| 5                   | Домініканська Республіка | 3      | 3      | 3      | 9       |
| 6                   | Колумбія                 | 3      | 2      | 2      | 7       |
| 7                   | Чилі                     | 3      | 2      | 1      | 6       |
| 8                   | Венесуела                | 3      | 2      | 0      | 5       |
| 9                   | Перу                     | 3      | 1      | 3      | 7       |
| 10                  | Еквадор                  | 2      | 2      | 0      | 4       |
| 11                  | Мексика                  | 1      | 5      | 2      | 8       |
| 12                  | Аргентина                | 1      | 2      | 1      | 4       |
| 13                  | Ямайка                   | 1      | 0      | 3      | 4       |
| 14                  | Коста-Рика               | 1      | 0      | 1      | 2       |
| 15                  | Панама                   | 1      | 0      | 0      | 1       |
| 16                  | Пуерто-Рико              | 0      | 2      | 0      | 2       |
| 17                  | Гаяна                    | 0      | 1      | 2      | 3       |
| 18                  | Багамські Острови        | 0      | 1      | 1      | 2       |
| 19                  | Уругвай                  | 0      | 1      | 0      | 1       |
| 20                  | Сент-Кіттс і Невіс       | 0      | 0      | 1      | 1       |
| 20                  | Незалежні атлети         | 0      | 0      | 1      | 1       |
| 20                  | Домініка                 | 0      | 0      | 1      | 1       |
| 20                  | Тринідад і Тобаго        | 0      | 0      | 1      | 1       |
| Загалом (23 збірні) | Загалом (23 збірні)      | 48     | 48     | 48     | 144     |